# Prudnik
Prudnik (en alemán: Neustadt o Neustadt in Oberschlesien) es una ciudad situada en el suroeste de Polonia, a orillas del río Prudnik con 21 237 habitantes (2017), en el Voivodato de Opole. Es la capital del condado homónimo.

## Deportes
- KS Pogoń Prudnik, equipo de baloncesto de la I Liga.
- MKS Pogoń Prudnik, equipo de fútbol que milita en la IV Liga.
- KS Obuwnik Prudnik, equipo de tiro deportivo

## Ciudades hermanadas
- República Checa - Bohumín
- República Checa - Krnov
- Ucrania - Nadvirna
- Alemania - Northeim
- Italia - San Giustino